# Peetschsee (Mirow)
Der Peetschsee, auch Märchensee genannt, ist ein See südöstlich von Mirow im Landkreis Mecklenburgische Seenplatte in Mecklenburg-Vorpommern. Er ist benannt nach dem Mirower Ortsteil Peetsch, der 1,8 Kilometer entfernt im Nordwesten liegt. Dieser liegt jedoch nicht am Peetschsee, sondern am Schulzensee.
Die maximale Ausdehnung des annähernd runden Sees beträgt 320 Meter mal 380 Meter. Trotz der relativ geringen Größe von 11,2 Hektar erreicht er Tiefen von über 10 Metern. Sein Wasser ist sehr klar. Der Wasserspiegel liegt auf 60,4 m ü. NHN. Der See ist komplett von Nadelwald umgeben und hat weder einen Zu- noch einen Abfluss.
Am Westufer des Sees befindet sich eine Badestelle in der Nähe eines Parkplatzes am Weg von Fleether Mühle.
Der Seename leitet sich vom slawischen Wort pêsŭkŭ für Sand ab.

## Nachweise
1. ↑  Paul Kühnel: Die slavischen Ortsnamen in Meklenburg. In: Jahrbücher des Vereins für Mecklenburgische Geschichte und Altertumskunde. Bd. 46, 1881, ISSN 0259-7772, S. 3–168, hier S. 105.